# 謝榮磻
謝榮磻（1933年—），臺灣新竹市人，畫家，曾任職於新竹國小。

## 生平
謝榮磻於1933年出生於新竹市莿仔下，父親是牙科醫生，母親愛好文藝，年幼時受到鄰居暨好友蘇子建的啟蒙，開始塗鴉，又常見鄰居李澤籓作畫而對繪畫產生了極大的興趣。初中時向陳進學習繪畫，畢業時更獨得全校唯一的美術獎，之後進入北師藝術科。
在北師藝術科向周瑛學習後，奠定素描與人物速寫的基礎，再加上自陳進學習到膠彩畫技法，於二年級時參加大專組比賽榮獲第二名，之後常參加省展與臺陽展。1953年自師範學校畢業後，返鄉任教於新竹國小。